# Hiesling
Hiesling ist ein Gemeindeteil von Aichach im schwäbischen Landkreis Aichach-Friedberg (Bayern). Das Dorf liegt zwischen den Orten Griesbeckerzell und Oberschneitbach.
Hiesling wurde bereits im Jahr 1280 im zweiten herzoglichen Urbar (Güterverzeichnis) erwähnt. Hiesling (468 m ü. NN) zählt heute ca. 18 Anwesen und 60 Einwohner. Der Weiler liegt idyllisch am Hieslinger Weiher, der vom Kronbach (Schneitbach) gespeist wird. Der Schneitbach entspringt westlich von Hiesling in St. Georg, fließt dann in den Hieslinger Weiher, danach östlich nach Oberschneitbach und in Unterschneitbach in die Paar.
Kirchlich gehört Hiesling zur katholischen Pfarrei Mariä Himmelfahrt in Aichach.
Bis zum 1. Januar 1978 gehörte Hiesling zur selbständigen Gemeinde Griesbeckerzell, die an diesem Tag im Zuge der Gebietsreform in Bayern mit allen ihren Ortsteilen in die Stadt Aichach eingemeindet wurde.